# 동남아시아 국가 연합의 확대

██ 아세안 정회원국██ 아세안 참관국(옵서버국)
██ 아세안 가입후보국██ 아세안+3
███ 동아시아 정상회의
██████ 아세안 지역포럼

동남아시아 국가 연합의 확대(영어: Enlargement of the ASEAN)는 동남아시아 및 인근 지역의 국가들이 동남아시아 국가 연합(ASEAN)에 가입하는 추세를 의미하며, 동남아시아 국가 연합 창립 이후의 회원국의 증가, 현재 진행되고 있는 가입 협의 등을 총망라한다.

## 가입 요건
아세안 헌장에는 아세안에 가입하기 위한 요건들을 나열하고 있는데, 이는 다음과 같다.
- 가입하고자 하는 국가는 지리적으로 동남아시아에 위치해야 한다.
- 가입하고자 하는 국가는 모든 아세안 국가들로부터 인정을 받아야 한다.
- 가입하고자 하는 국가는 아세안 헌장을 반드시 준수해야 한다.
- 가입하고자 하는 국가는 아세안 회원국으로서 의무를 준수하고 이행해야 한다.

## 동남아시아 국가 연합 가입의 지위
- 회원국
- 참관국(옵서버국)
- 가입후보국
- 비회원국

## 연혁

동남아시아 국가 연합의 확대 과정

- 1967년: 인도네시아, 말레이시아, 태국, 싱가포르, 필리핀
- 1984년: 브루나이
- 1995년: 베트남
- 1997년: 미얀마, 캄보디아
- 1999년: 라오스

## 후보국

### 동티모르
2002년 인도네시아로부터 독립한 동티모르는 아세안 가입을 추진하고 있다. 동티모르는 2022년 참관국 자격을 얻었다. 2025년 10월 동티모르는 1999년 이후 처음으로 아세안 회원국이 될 예정이다.

### 파푸아뉴기니

아세안의 확대

파푸아뉴기니 또한 아세안 가입을 추진하고 있다. 아세안 회원국 중 인도네시아가 이를 지지하고 있다.

## 기타 관심 국가

### 방글라데시
방글라데시는 ASEAN에 대한 가입을 추진하고 있으며, 우선적으로 참관국(옵서버국) 지위를 획득하는 것에 주안점을 두고 있다. 현재 아세안 회원국 중 말레이시아가 방글라데시의 가입을 지지한다. 방글라데시는 아세안 본부에 자국 대사를 파견하고 있다.

### 오스트레일리아
오스트레일리아의 아세안 가입은 예전부터 논의되어 왔으며, 인도네시아는 이를 지지하는 자세를 취했다. 현재 별다른 가입 논의는 없으나, 오스트레일리아와 아세안은 포괄적 전략적 동반자 협정을 맺었다.

### 세르비아
동남유럽에 위치한 세르비아는 2023년 동남아시아 우호협력조약을 아세안과 체결하였다.

### 스리랑카
1967년부터 스리랑카는 아세안 가입을 공식적으로 요청해왔다. 2007년에 스리랑카는 아세안 지역 포럼에 가입하였으며, 2025년에는 정회원국 가입이 아닌 분과별 참관국으로 가입하겠다고 의사를 밝혔다.

### 피지
피지는 2011년부터 아세안 참관국 지위에 대한 관심을 보여왔다.

## 같이 보기
- 아세안 자유 무역 지대
- 지역주의
- 아시아 통화 단위
- 치앙마이 이니셔티브